# Anónimo IV
Se conoce con el nombre de Anónimo IV (en inglés, Anonymous IV) a un estudiante inglés que trabajó en la Catedral Notre Dame de París probablemente en las décadas de 1270 o 1280. 
No se conoce nada de su vida, ni siquiera su nombre real. Sus manuscritos se conservaron a través de dos copias incompletas de Bury St. Edmunds; una del siglo XIII y la otra del XIV.
Sus escritos, junto con los tratados de Johannes de Garlandia y Franco de Colonia (cuyos trabajos precedieron al suyo), constituyen la fuente principal para conocer la escuela de polifonía de Notre Dame (en París).
Anónimo IV es famoso principalmente por haber dado a conocer a dos de los principales compositores de la citada escuela, Leonín y Perotín, que de otra manera hubieran quedado anónimos.
De hecho, se encuentran entre los primeros compositores europeos de los cuales se conoce el nombre.
Aparte de mencionar a Léonin y Pérotin como los mejores compositores de órganum y discanto respectivamente, Anónimo IV cita los trabajos de Franco de Colonia y describe el órganum, el discanto, los modos rítmicos, las reglas de consonancia y disonancia, la notación y los géneros de composición.